# Remo nos Jogos Pan-Americanos de 2023 - Oito com masculino
A competição do oito com masculino do remo nos Jogos Pan-Americanos de 2023 foi disputada em 23 de outubro de 2023 na Lagoa Grande, em San Pedro de la Paz. Um total de 54 remadores de 6 Comitês Olímpicos Nacionais (CON) participaram do evento.

## Calendário
Horário local (UTC−3).
| Data          | Hora  | Fase  |
| ------------- | ----- | ----- |
| 23 de outubro | 10:30 | Final |

## Medalhistas
|  | CUB Cuba |  | URU Uruguai |  | CHI Chile |
|  | Roberto Paz Luis León Henry Heredia Francisco Romero Andrey Barnet Leduar Suárez Carlos Ajete Reidy Cardona Juan Carlos González |  | Bruno Cetraro Felipe Klüver Leandro Rodas Mauricio López Marcos Sarraute Newton Seawright Leandro Salvagno Martín Zocalo Romina Cetraro |  | Óscar Vásquez Brahim Alvayay Marcelo Poo Francisco Lapostol Alfredo Abraham Ignacio Abraham Nahuel Reyes Andoni Habash Isidora Soto |

## Resultados

### Final
Uma única regata definiu as posições de todos os remadores.
| Pos.              | Remadores | CON                | Tempo   | Notas |
| ----------------- | --- | ------------------ | ------- | ----- |
| Medalha de ouro   | Roberto Paz Luis León Henry Heredia Francisco Romero Andrey Barnet Leduar Suárez Carlos Ajete Reidy Cardona Juan Carlos González (T)            | CUB Cuba           | 5:37.89 |       |
| Medalha de prata  | Bruno Cetraro Felipe Klüver Leandro Rodas Mauricio López Marcos Sarraute Newton Seawright Leandro Salvagno Martín Zocalo Romina Cetraro (T)     | URU Uruguai        | 5:38.31 |       |
| Medalha de bronze | Óscar Vásquez Brahim Alvayay Marcelo Poo Francisco Lapostol Alfredo Abraham Ignacio Abraham Nahuel Reyes Andoni Habash Isidora Soto (T)         | CHI Chile          | 5:38.42 |       |
| 4                 | Sean Richardson Alex Twist Casey Fuller Nicholas Ruggiero Cooper Hurley Mark Couwenhoven Ezra Carlson Alexander Hedge Colette Lucas-Conwell (T) | USA Estados Unidos | 5:47.48 |       |
| 5                 | Joaquín Riveros Martín Mansilla Emiliano Calderón Santiago Deandrea Agustín Scenna Ignacio Pacheco Joel Romero Axel Haack Joel Infante (T)      | ARG Argentina      | 5:48.48 |       |
| 6                 | Ricardo de la Rosa Marco Velázquez Tomás Manzanillo Jordy Gutiérrez Hugo Reyes André Simsch Miguel Carballo Alexis López Myrtha Constant (T)    | MEX México         | 5:56.98 |       |